# ولیاتسی
ولجکی (به لاتین: Veljaci) یک زیستگاه انسانی در بوسنی و هرزگوین است که در لیوبوشکی واقع شده‌است.